# Fitch Ratings
Fitch Ratings Inc. — американская корпорация, известная в основном как рейтинговое агентство. Наряду со Standard & Poor’s и Moody’s входит в так называемую «Большую тройку» (англ) международных рейтинговых агентств.
Специализируется на предоставлении мировым кредитным рынкам независимых и ориентированных на перспективу оценок кредитоспособности, аналитических исследований и данных.

## История
Fitch Ratings основана 24 декабря 1913 года в Нью-Йоркe Джоном Ноулзом Фитчем (John Knowles Fitch, 1880—1943) как издательство Fitch Publishing Company.
В 1924 году Fitch ввело рейтинговую шкалу от «AAA» до «D». В 1975 году Комиссия по ценным бумагам и биржам присвоила Fitch официальный статус рейтингового агентства (англ. Nationally Recognized Statistical Rating Organization, NRSRO).
В 1997 году произошло слияние Fitch с компанией IBCA (штаб-квартира в Лондоне), и владельцем Fitch стала холдинговая компания FIMALAC (штаб-квартира в Париже). В апреле 2000 года была поглощена чикагская компания Duff & Phelps Credit Rating; она была основана в 1932 году, с 1982 года имела статус рейтингового агентства. Позже в том же 2000 году Fitch купила компанию Thomson BankWatch (ранее принадлежавшей канадскому медиахолдингу Thomson). В 2006 году американская корпорация Hearst Communications приобрела долю в Fitch; постепенно к 2018 году она увеличила долю до 100 %.
В октябре 2006 года Fitch Ratings основала Derivative Fitch — первое специализированное рейтинговое агентство, занимающееся присвоением рейтингов на рынке кредитных деривативов, проведением аналитических исследований и предоставлением оценок для удовлетворения потребностей этого рынка. В 2008 году была создана дочерняя компания Fitch Solutions, которая занимается анализом мировых рынков.
В октябре 2011 года Fitch Group продала свою дочернюю компанию Algorithmics (производство программного обеспечения в сфере управления рисками) компании IBM за 387 млн долл. США.
В 2014 году была поглощена аналитическая компания BMI Research. В мае 2020 была создана дочерняя компания в КНР Fitch Bohua, которая получила от Народного банка Китая лицензию на присваивание кредитных рейтингов финансовым институтам страны. В январе 2021 года была куплена компания CreditSights.

## Состав
- Fitch Ratings Inc. — компания занимается присвоением корпоративных и суверенных кредитных рейтингов, оценками кредитоспособности и анализом рисков
- Fitch Bohua — рейтинговое агентство в КНР
- Fitch Solutions — компания, занимающаяся распространением продуктов и услуг Fitch Ratings
- Fitch Learning Ltd. — компания, специализирующаяся на тренингах по вопросам кредитоспособности и корпоративных финансов
- BMI Research — компания, специализирующаяся на экономических исследованиях в области страновых рисков, особенно рисков на «развивающихся рынках»[1]

## Собственники и руководство
С 2018 года Fitch Ratings полностью принадлежит американской корпорации Hearst Communications. Эта корпорация является частной, контролируемой калифорнийской семьёй Хёрст, которая в 2024 году была 14-й самой богатой в США. Hearst владеет рядом газет и журналов (включая San Francisco Chronicle, Houston Chronicle, Cosmopolitan и Esquire), а также долями в кабельных телекомпаниях.
Иан Линнелл (Ian Linnell) — президент и генеральный директор с 2017 года, в компании с 1997 года, до этого 5 лет работал в Standard & Poor's. Окончил Ньюкаслский университет.

## Шкала кредитных рейтингов
Основная градация долгосрочных кредитных рейтингов:
Инвестиционный класс
- AAA — Наивысший уровень кредитоспособности
- AA — Очень высокий уровень кредитоспособности
- A — Высокий уровень кредитоспособности
- BBB — Достаточный уровень кредитоспособности

Спекулятивный класс (мусорные облигации)
- BB — Уровень кредитоспособности ниже достаточного
- B — Существенно недостаточный уровень кредитоспособности
- CCC — Возможен дефолт
- CC — Высокая вероятность дефолта
- C — Дефолт неизбежен
- RD — Ограниченный дефолт
- D — Дефолт

Компания также присваивает краткосрочные кредитные рейтинги. Наивысшим рейтингом является F1+, далее по нисходящей следуют F1, F2, F3, B, C и D (как и в долгосрочных рейтингах D означает дефолт).